# سارة خويلد
سارة خويلد (من مواليد 8 ديسمبر 1992) هي لاعبة كرة قدم جزائرية دولية، تعمل حاليًا كمدرب شخصي في المجر .
ولدت في المجر لأب جزائري وأم مجرية . وهي تحمل الجنسية الجزائرية والمجرية.  كما مثلت الجزائر في بطولة العالم للسيدات 2013 لكرة اليد في صربيا، حيث احتل الفريق الجزائري المركز 22.  تقاعدت من كرة اليد في عام 2015، ومنذ ذلك الحين تعمل كمدربة شخصية.